# Jacquemontia
Genre

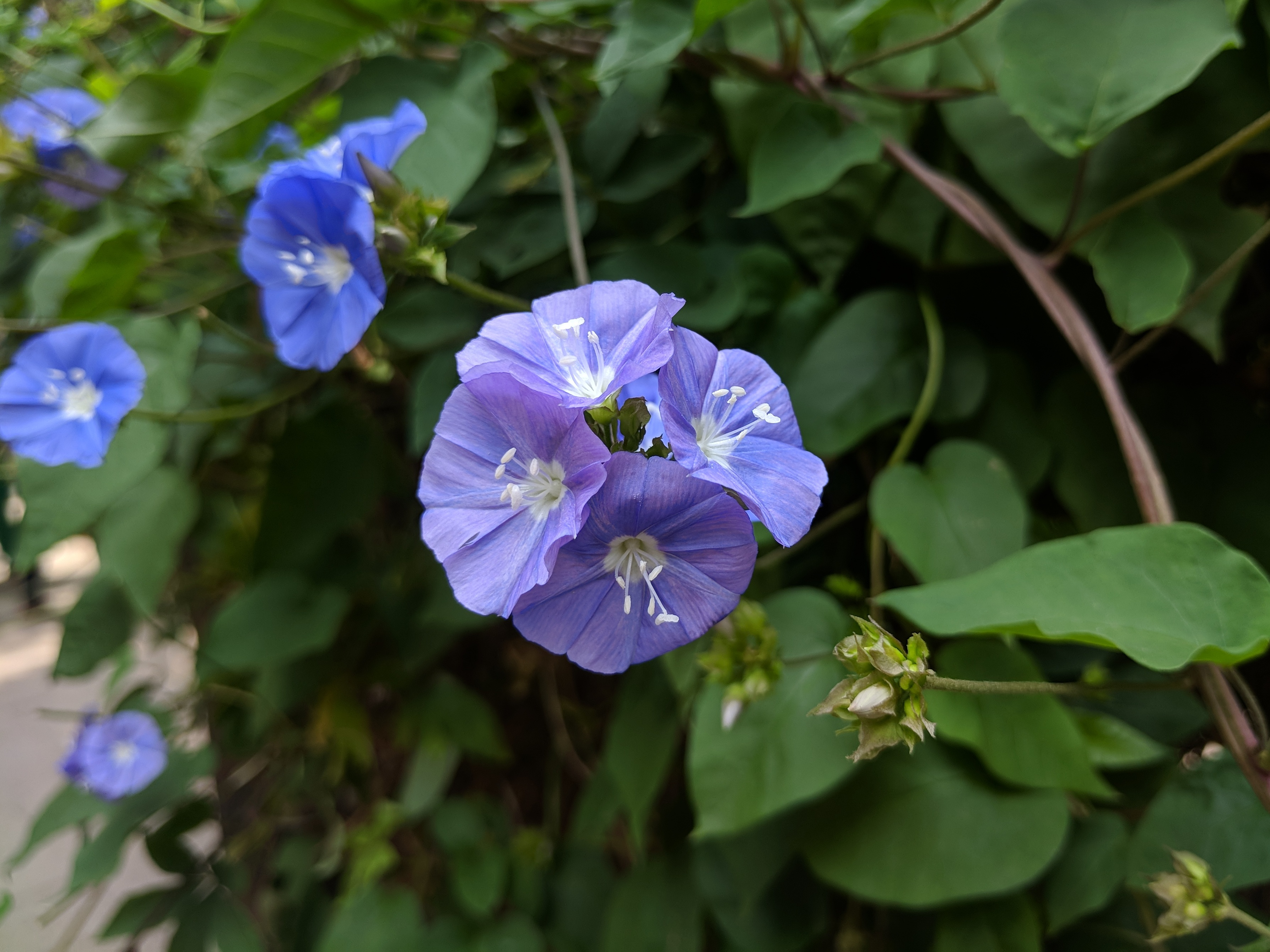
Fleur de Jacquemontia pentanthos.

Jacquemontia est un genre de plantes de la famille des Convolvulaceae.

## Liste des espèces et variétés
Selon BioLib (23 septembre 2019) :
- Jacquemontia agrestis (Mart. ex Choisy) Meisn.
- Jacquemontia azurea (Desr.) Choisy
- Jacquemontia cayensis Britt.
- Jacquemontia cumanensis (Kunth) Kuntze
- Jacquemontia curtissii Peter ex Small
- Jacquemontia havanensis (Jacq.) Urban
- Jacquemontia ovalifolia (Vahl ex West) Hallier f.
- Jacquemontia pentantha (Jacq.) G. Don
- Jacquemontia pringlei Gray
- Jacquemontia reclinata House
- Jacquemontia solanifolia (L.) Hallier
- Jacquemontia tamnifolia (L.) Griseb.
- Jacquemontia verticillata (L.) Urban

Selon Catalogue of Life (23 septembre 2019) :
- Jacquemontia abutiloides Benth.
- Jacquemontia acrocephala Meisn.
- Jacquemontia acuminata Rusby
- Jacquemontia agrestis (C. Mart. ex Choisy) Meissn.
- Jacquemontia alba N. E. Brown
- Jacquemontia albida Wiggins & Rollins
- Jacquemontia anomala O'Donell
- Jacquemontia asarifolia L. B. Smith
- Jacquemontia bahiensis O'Donell
- Jacquemontia blanchetii Moric.
- Jacquemontia bracteosa Meisn.
- Jacquemontia browniana Ooststr.
- Jacquemontia caerulea Choisy
- Jacquemontia cataractae Krapov.
- Jacquemontia caudata Helwig
- Jacquemontia cayensis Britton
- Jacquemontia cearensis Huber
- Jacquemontia chrysanthera Buril
- Jacquemontia ciliata Sandwith
- Jacquemontia confusa Meisn.
- Jacquemontia corymbulosa Benth.
- Jacquemontia crassifolia Scheele
- Jacquemontia cumanensis (Kunth) Kuntze
- Jacquemontia curtisii Peter ex Hall. fil.
- Jacquemontia cuyabana Hoehne
- Jacquemontia decipiens Ooststr.
- Jacquemontia decumbens O'Donell
- Jacquemontia densiflora (Meissn.) Hall. fil.
- Jacquemontia diamantinensis Buril
- Jacquemontia ekmanii O'Donell
- Jacquemontia elegans Helwig
- Jacquemontia erecta Choisy
- Jacquemontia estrellensis Krapov.
- Jacquemontia euricola Ridl.
- Jacquemontia evolvuloides (Moric.) Meisn.
- Jacquemontia floribunda (Kunth) Hall. fil.
- Jacquemontia fruticulosa Hall. fil.
- Jacquemontia fusca (Meisn.) Hall. fil.
- Jacquemontia glaucescens Choisy
- Jacquemontia gracilis Choisy
- Jacquemontia gracillima (Choisy) Hall. fil.
- Jacquemontia grandiflora Meisn.
- Jacquemontia grisea Buril
- Jacquemontia guaranitica Hassler
- Jacquemontia guyanensis (Aubl.) Meisn.
- Jacquemontia hallieriana Ooststr.
- Jacquemontia havanensis (Jacq.) Urb.
- Jacquemontia heterantha (Nees & Mart.) Hall. fil.
- Jacquemontia heterotricha O'Donell
- Jacquemontia holosericea (Weinm.) O'Donell
- Jacquemontia lasioclados (Choisy) O'Donell
- Jacquemontia laxiflora O'Donell
- Jacquemontia linarioides Meisn.
- Jacquemontia linoides (Choisy) Meisn.
- Jacquemontia lorentzii Peter ex Kuntze
- Jacquemontia macrocalyx Buril
- Jacquemontia martii Choisy
- Jacquemontia mexicana (Loes.) Standl. & Steyerm.
- Jacquemontia multiflora (Choisy) Hall. fil.
- Jacquemontia nelsonii House
- Jacquemontia nipensis Alain
- Jacquemontia nodiflora (Desr.) G. Don
- Jacquemontia oaxacana (Meisn.) Hall. fil.
- Jacquemontia ochracea Sim.-Bianch. & Pirani
- Jacquemontia ovalifolia (Choisy) Hall. fil.
- Jacquemontia paniculata (Burm. fil.) Hall. fil.
- Jacquemontia pannosa (R. Br.) D. J. Mabberley
- Jacquemontia paraguayensis Britton
- Jacquemontia parviflora Choisy
- Jacquemontia parvifolia Helwig
- Jacquemontia pentantha (Jacq.) G. Don
- Jacquemontia peruviana Helwig
- Jacquemontia pinetorum Standl. & Steyerm.
- Jacquemontia polyantha (Cham. & Schltdl.) Hall. fil.
- Jacquemontia pringlei A. Gray
- Jacquemontia prostrata Choisy
- Jacquemontia pycnocephala Benth.
- Jacquemontia racemosa Meisn.
- Jacquemontia reclinata House ex Small
- Jacquemontia revoluta R. Simao-Bianchini
- Jacquemontia robertsoniana Buril & Sim.-Bianch.
- Jacquemontia rojasiana O'Donell
- Jacquemontia saxicola L. B. Smith
- Jacquemontia selloi (Meisn.) Hall. fil.
- Jacquemontia serpyllifolia (Kunth) Urb.
- Jacquemontia smithii Robinson & Greenm.
- Jacquemontia solanifolia (L.) Hall. fil.
- Jacquemontia sphaerocephala Meisn.
- Jacquemontia sphaerostigma (Cav.) Rusby
- Jacquemontia spiciflora (Choisy) Hall. fil.
- Jacquemontia staplesii Buril
- Jacquemontia subsessilis Moric.
- Jacquemontia tamnifolia (L.) Griseb.
- Jacquemontia tomentella (Miq.) Hall. fil.
- Jacquemontia tuerckheimii Urb.
- Jacquemontia turneroides (Chodat & Hassl.) Hassl.
- Jacquemontia uleana Hall. fil.
- Jacquemontia unilateralis (Roem. & Schult.) O'Donell
- Jacquemontia velloziana (Mart.) O'Donell
- Jacquemontia velutina Choisy
- Jacquemontia verticillata (L.) Urb.
- Jacquemontia villosissima Ooststr.
- Jacquemontia warmingii O'Donell
- Jacquemontia weberbaueri Helwig
- Jacquemontia zollingeri (Choisy) Hall. fil.

Selon GRIN (23 septembre 2019) :
- Jacquemontia aequisepala M. Pastore & Sim.-Bianch.
- Jacquemontia coelestis Van Houtte ex Planch.
- Jacquemontia curtissii Peter ex Hallier f.
- Jacquemontia havanensis (Jacq.) Urb.
- Jacquemontia martii Choisy
- Jacquemontia ovalifolia (Choisy) Hallier f.
- Jacquemontia pentanthos (Jacq.) G. Don
- Jacquemontia reclinata House ex Small
- Jacquemontia spp.
- Jacquemontia tamnifolia (L.) Griseb.
- Jacquemontia verticillata (L.) Urb.

Selon ITIS (23 septembre 2019) :
- Jacquemontia agrestis (Mart. ex Choisy) Meisn.
- Jacquemontia cayensis Britton
- Jacquemontia cumanensis (Kunth) Kuntze
- Jacquemontia curtissii Peter ex Small
- Jacquemontia havanensis (Jacq.) Urb.
- Jacquemontia ovalifolia (Choisy) Hallier f.
- Jacquemontia pentanthos (Jacq.) G. Don
- Jacquemontia pringlei A. Gray
- Jacquemontia reclinata House
- Jacquemontia solanifolia (L.) Hallier
- Jacquemontia tamnifolia (L.) Griseb.
- Jacquemontia verticillata (L.) Urb.

Selon World Checklist of Selected Plant Families (WCSP) (23 septembre 2019) :
- Jacquemontia abutiloides Benth. (1844)
- Jacquemontia acrocephala Meisn. (1869)
- Jacquemontia acuminata Rusby (1896)
- Jacquemontia aequisepala M.Pastore & Sim.-Bianch. (2016)
- Jacquemontia albida Wiggins & Rollins (1943)
- Jacquemontia anomala O'Donell (1950)
- Jacquemontia asarifolia L.B.Sm. (1937)
- Jacquemontia bahiensis O'Donell (1953)
- Jacquemontia blanchetii Moric. (1837)
- Jacquemontia bracteosa Meisn. (1869)
- Jacquemontia browniana Ooststr. (1953)
- Jacquemontia capitellata Choisy (1845)
- Jacquemontia cataractae Krapov. (2009)
- Jacquemontia caudata Helwig (1927)
- Jacquemontia cayensis Britton (1920)
- Jacquemontia cearensis Huber, Bull. Herb. Boissier, sér. 2 (1901)
- Jacquemontia cephalantha Hallier f. (1898 publ. 1899)
- Jacquemontia chrysanthera Buril (2011)
- Jacquemontia confusa Meisn. (1869)
- Jacquemontia corymbulosa Benth. (1845)
- Jacquemontia cumanensis (Kunth) Kuntze (1891)
- Jacquemontia curtisii Peter ex Hallier f. (1897)
- Jacquemontia cuyabana Hoehne, Anexos Mem. Inst. Butantan (1922)
- Jacquemontia decipiens Ooststr. (1936)
- Jacquemontia densiflora (Meisn.) Hallier f. (1893)
- Jacquemontia densifolia (Chodat & Hassl.) Hassl. (1911)
- Jacquemontia diamantinensis Buril (2013)
- Jacquemontia eastwoodiana I.M.Johnst., Proc. Calif. Acad. Sci., ser. 4 (1924)
- Jacquemontia ekmanii O'Donell (1950)
- Jacquemontia elegans Helwig (1927)
- Jacquemontia estrellensis Krapov. (2009)
- Jacquemontia evolvuloides (Moric.) Meisn. (1869)
- Jacquemontia ferruginea Choisy (1837)
  - variété Jacquemontia ferruginea var. ambigua Meisn. (1869)
  - variété Jacquemontia ferruginea var. ferruginea
- Jacquemontia floribunda (Kunth) Hallier f. (1893)
- Jacquemontia frankeana (Schltdl.) M.Pastore & Sim.-Bianch. (2015)
- Jacquemontia fruticulosa Hallier f. (1899)
- Jacquemontia fusca (Meisn.) Hallier f. (1893)
- Jacquemontia gabrielii (Choisy) Buril (2015)
- Jacquemontia glabrescens (Meisn.) M.Pastore & Sim.-Bianch. (2015)
- Jacquemontia glaucescens Choisy (1837)
- Jacquemontia gracilis Choisy (1845)
- Jacquemontia gracillima (Choisy) Hallier f. (1893)
- Jacquemontia grisea Buril (2012)
- Jacquemontia guaranitica Hassl. (1911)
- Jacquemontia guyanensis (Aubl.) Meisn. (1869)
- Jacquemontia havanensis (Jacq.) Urb. (1902)
- Jacquemontia heterantha (Nees & Mart.) Hallier f. (1893)
- Jacquemontia heterotricha O'Donell (1950)
- Jacquemontia holosericea (Weinm.) O'Donell (1953)
- Jacquemontia itatiayensis (Kuntze) K.Schum. (1900)
- Jacquemontia lasioclados (Choisy) O'Donell (1950)
- Jacquemontia linarioides Meisn. (1869)
- Jacquemontia linoides (Choisy) Meisn. (1869)
- Jacquemontia lorentzii (Kuntze) Peter ex O'Donell (1960)
- Jacquemontia macrocalyx Buril (2012)
- Jacquemontia martii Choisy (1845)
- Jacquemontia mexicana (Loes.) Standl., Publ. Field Columb. Mus. (1944)
- Jacquemontia mucronifera (Choisy) Hallier f. (1893)
- Jacquemontia multiflora Hallier f. (1893)
- Jacquemontia nipensis Alain (1955)
- Jacquemontia nodiflora (Desr.) G.Don (1837)
- Jacquemontia oaxacana (Meisn.) Hallier f. (1893)
- Jacquemontia obcordata (Millsp.) House (1921)
- Jacquemontia ochracea Sim.-Bianch. & Pirani (2005)
- Jacquemontia ovalifolia (Choisy) Hallier f. (1893)
- Jacquemontia paniculata (Burm.f.) Hallier f. (1893)
  - variété Jacquemontia paniculata var. grandiflora Ooststr. (1939)
  - variété Jacquemontia paniculata var. lanceolata S.H.Huang (1979)
  - variété Jacquemontia paniculata var. paniculata
  - variété Jacquemontia paniculata var. philippinensis Ooststr. (1939)
  - variété Jacquemontia paniculata var. tomentosa (Warb.) Ooststr. (1951)
- Jacquemontia pannosa (R.Br.) Mabb. (1978 publ. 1980)
- Jacquemontia paraguayensis Britton (1893)
- Jacquemontia parviflora Choisy (1837)
- Jacquemontia parvifolia Helwig (1927)
- Jacquemontia pentanthos (Jacq.) G.Don (1837)
- Jacquemontia peruviana Helwig (1927)
- Jacquemontia pinetorum Standl. & Steyerm., Publ. Field Columb. Mus. (1940)
- Jacquemontia polyantha (Cham. & Schltdl.) Hallier f. (1893)
- Jacquemontia pringlei A.Gray (1882)
- Jacquemontia prostrata Choisy (1845)
- Jacquemontia pycnocephala Benth. (1845)
- Jacquemontia reclinata House (1905)
- Jacquemontia revoluta Sim.-Bianch. (1999)
- Jacquemontia robertsoniana Buril & Sim.-Bianch. (2012)
- Jacquemontia rojasiana O'Donell (1950)
- Jacquemontia rufa (Choisy) Hallier f. (1893)
- Jacquemontia rusbyana Standl., Publ. Field Columb. Mus. (1936)
- Jacquemontia sandwicensis A.Gray (1862)
- Jacquemontia saxicola L.B.Sm. (1937)
- Jacquemontia selloi (Meisn.) Hallier f. (1893)
- Jacquemontia serpyllifolia (Kunth) Urb. (1902)
- Jacquemontia smithii B.L.Rob. & Greenm., Amer. J. Sci. Arts, ser. 3 (1895)
- Jacquemontia solanifolia (L.) Hallier f. (1893)
- Jacquemontia sphaerocephala Meisn. (1869)
- Jacquemontia sphaerostigma (Cav.) Rusby (1899)
- Jacquemontia spiciflora (Choisy) Hallier f. (1893)
- Jacquemontia staplesii Buril (2012)
- Jacquemontia subsessilis Moric. (1837)
- Jacquemontia tamnifolia (L.) Griseb. (1862)
- Jacquemontia tomentella (Miq.) Hallier f. (1896)
  - variété Jacquemontia tomentella var. heteroradiata Ooststr. (1939)
  - variété Jacquemontia tomentella var. micrantha Hallier f. (1913)
  - variété Jacquemontia tomentella var. tomentella
  - variété Jacquemontia tomentella var. tomentosa Ooststr. (1939)
- Jacquemontia tuerckheimii Urb. (1912)
- Jacquemontia turneroides (Chodat & Hassl.) Hassl. (1911)
- Jacquemontia unilateralis (Roem. & Schult.) O'Donell (1950)
- Jacquemontia velloziana (Mart.) O'Donell (1952)
- Jacquemontia velutina Choisy (1845)
- Jacquemontia verticillata (L.) Urb. (1902)
- Jacquemontia villosissima Ooststr. (1936)
- Jacquemontia warmingii O'Donell (1950)
- Jacquemontia weberbaueri Helwig (1927)
- Jacquemontia zollingeri (Choisy) Hallier f. (1893)
  - variété Jacquemontia zollingeri var. jonkeri Ooststr. (1939)
  - variété Jacquemontia zollingeri var. zollingeri

Selon The Plant List (23 septembre 2019) :
- Jacquemontia abutiloides Benth.
- Jacquemontia acuminata Rusby
- Jacquemontia agrestis (Mart. ex Choisy) Meisn.
- Jacquemontia albida Wiggins & Rollins
- Jacquemontia anomala O'Donell
- Jacquemontia asarifolia L.B. Sm.
- Jacquemontia bifurcata Rusby
- Jacquemontia blanchetii Moric.
- Jacquemontia bracteosa Meisn.
- Jacquemontia caudata Helwig
- Jacquemontia ciliata Sandwith
- Jacquemontia confusa Meisn.
- Jacquemontia corymbulosa Benth.
- Jacquemontia cumanensis Kuntze
- Jacquemontia curtissii Peter ex Hallier f.
- Jacquemontia decumbens O'Donell
- Jacquemontia densiflora (Meisn.) Hallier f.
- Jacquemontia eastwoodiana I.M. Johnst.
- Jacquemontia elegans Helwig
- Jacquemontia erecta Choisy
- Jacquemontia evolvuloides Meisn.
- Jacquemontia ferruginea Choisy
- Jacquemontia floribunda (Kunth) Hallier f.
- Jacquemontia fruticulosa Hallier f.
- Jacquemontia fusca Hallier
- Jacquemontia glaucescens Choisy
- Jacquemontia gracilis Choisy
- Jacquemontia gracillima (Choisy) Hallier f.
- Jacquemontia grandiflora Meisn.
- Jacquemontia guaranitica Hassl.
- Jacquemontia guyanensis (Aubl.) Meisn.
- Jacquemontia havanensis (Jacq.) Urb.
- Jacquemontia heterantha (Nees & Mart.) Hallier f.
- Jacquemontia heterotricha O'Donell
- Jacquemontia holosericea (Weinm.) O'Donell
- Jacquemontia lasioclados (Choisy) O'Donell
- Jacquemontia linarioides Meisn.
- Jacquemontia linoides Meisn.
- Jacquemontia lorentzii A. Peter
- Jacquemontia martii Meisn.
- Jacquemontia mexicana (Loes.) Standl. & Steyerm.
- Jacquemontia montana (Moric.) Meisn.
- Jacquemontia mucronifera Hallier
- Jacquemontia multiflora Haller f
- Jacquemontia oaxacana (Meisn.) Hallier f.
- Jacquemontia ovalifolia (Choisy) Hallier f.
- Jacquemontia paniculata (Burm. f.) Hallier f.
- Jacquemontia paraguayensis Britton
- Jacquemontia parviflora Choisy
- Jacquemontia parvifolia Helwig
- Jacquemontia pedunculata Rusby
- Jacquemontia pentanthos (Jacq.) G. Don
- Jacquemontia peruviana Helwig
- Jacquemontia pinetorum Standl. & Steyerm.
- Jacquemontia polyantha (Schltdl. & Cham.) Hallier f.
- Jacquemontia pringlei A. Gray
- Jacquemontia prominens Helwig
- Jacquemontia prostrata Choisy
- Jacquemontia pycnocephala Benth.
- Jacquemontia racemosa Meisn.
- Jacquemontia reclinata House ex Small
- Jacquemontia revoluta Simao-Bianchini
- Jacquemontia rojasiana O'Donell
- Jacquemontia rufa Dammer
- Jacquemontia rusbyana Standl.
- Jacquemontia saxicola L.B. Sm.
- Jacquemontia selloi Hallier
- Jacquemontia sinuata House
- Jacquemontia smithii B.L. Rob. & Greenm.
- Jacquemontia sphaerostigma (Cav.) Rusby
- Jacquemontia subsessilis Moric.
- Jacquemontia tamnifolia (L.) Griseb.
- Jacquemontia turneroides Hassl.
- Jacquemontia uleana Hallier
- Jacquemontia unilateralis (Roem. & Schult.) O'Donell
- Jacquemontia velutina Choisy
- Jacquemontia verticillata (L.) Urb.
- Jacquemontia weberbaueri Helwing

Selon Tropicos (23 septembre 2019) (Attention liste brute contenant possiblement des synonymes) :
- Jacquemontia abutiloides Benth.
- Jacquemontia acropetala Meisn.
- Jacquemontia acuminata Rusby
- Jacquemontia agrestis (Mart. ex Choisy) Meisn.
- Jacquemontia agricola Rusby
- Jacquemontia albida Wiggins & Rollins
- Jacquemontia anomala O'Donell
- Jacquemontia apiculata House
- Jacquemontia apocynoides (Schltdl. & Cham.) Urb.
- Jacquemontia asarifolia L.B. Sm.
- Jacquemontia austiniana J.R. Grande
- Jacquemontia azurea (Desr.) Choisy ex G. Don
- Jacquemontia bahiensis O'Donell
- Jacquemontia bifida Hallier f.
- Jacquemontia bifurcata Rusby
- Jacquemontia blanchetii Moric.
- Jacquemontia bracteosa Meisn.
- Jacquemontia breviacuminata (Mart. ex Choisy) Buril
- Jacquemontia browniana Ooststr.
- Jacquemontia canescens (Kunth) Benth.
- Jacquemontia capitata (Desr.) G. Don
- Jacquemontia capitellata Choisy
- Jacquemontia cataractae Krapov.
- Jacquemontia caudata Helwig
- Jacquemontia cayensis Britton
- Jacquemontia cearensis Huber
- Jacquemontia cephalantha Hallier f.
- Jacquemontia chiapensis Brandegee
- Jacquemontia choisyana Meisn.
- Jacquemontia chrysanthera Buril
- Jacquemontia ciliata Sandwith
- Jacquemontia coerulea (Schum. & Thonn.) Choisy ex G. Don
- Jacquemontia confusa Meisn.
- Jacquemontia corymbulosa Benth.
- Jacquemontia crassifolia Scheele
- Jacquemontia cumanensis (Kunth) Kuntze
- Jacquemontia curtissii Peter ex Hallier f.
- Jacquemontia decipiens Ooststr.
- Jacquemontia decumbens O'Donell
- Jacquemontia densiflora (Meisn.) Hallier f.
- Jacquemontia diamantinensis Buril
- Jacquemontia diantha Urb.
- Jacquemontia diversifolia Hassl.
- Jacquemontia eastwoodiana I.M. Johnst.
- Jacquemontia ekmanii O'Donell
- Jacquemontia elegans Helwig
- Jacquemontia elongata Britton
- Jacquemontia erecta Choisy
- Jacquemontia ericifolia Bél.
- Jacquemontia eriocephala (Moric.) Meisn.
- Jacquemontia estrellensis Krapov.
- Jacquemontia euricola Ridl.
- Jacquemontia evolvuloides (Moric.) Meisn.
- Jacquemontia ferruginea Choisy
- Jacquemontia floribunda (Kunth) Hallier f.
- Jacquemontia fruticulosa Hallier f.
- Jacquemontia fusca (Meisn.) Hallier
- Jacquemontia gabrielii (Choisy) Buril
- Jacquemontia glaucescens Choisy
- Jacquemontia gracilis Choisy
- Jacquemontia gracillima (Choisy) Hallier f.
- Jacquemontia grandiflora Meisn.
- Jacquemontia grandifolia Dammer
- Jacquemontia grisea Buril
- Jacquemontia guaranitica Hassl.
- Jacquemontia guatemalensis Standl. & Steyerm.
- Jacquemontia guayaquilensis Meisn.
- Jacquemontia guyanensis (Aubl.) Meisn.
- Jacquemontia hallieriana Ooststr.
- Jacquemontia havanensis (Jacq.) Urb.
- Jacquemontia heterantha (Nees & Mart.) Hallier f.
- Jacquemontia heterotricha O'Donell
- Jacquemontia hirtiflora (M. Martens & Galeotti) O'Donell
- Jacquemontia hispida Scheele
- Jacquemontia hitchcockiana Millsp.
- Jacquemontia holosericea (Weinm.) O'Donell
- Jacquemontia houseana Standl.
- Jacquemontia jamaicensis (Jacq.) Hallier f. ex Soler.
- Jacquemontia lactescens Seem.
- Jacquemontia lasioclados (Choisy) O'Donell
- Jacquemontia laxiflora O'Donell
- Jacquemontia linarioides Meisn.
- Jacquemontia linoides Meisn.
- Jacquemontia lorentzii (Kuntze) Peter ex O'Donell
- Jacquemontia luxurians (Moric.) Hallier f.
- Jacquemontia macrocalyx Buril
- Jacquemontia macrocephala Brandegee
- Jacquemontia martii Choisy
- Jacquemontia menispermoides Choisy
- Jacquemontia mexicana (Loes.) Standl. & Steyerm.
- Jacquemontia micrantha G. Don
- Jacquemontia mollissima Standl.
- Jacquemontia montana (Moric.) Meisn.
- Jacquemontia mucronifer (Choisy) Hallier f.
- Jacquemontia multiflora (Choisy) Hallier f.
- Jacquemontia nelsonii House
- Jacquemontia nipensis Alain
- Jacquemontia nodiflora (Desr.) G. Don
- Jacquemontia nummularia Choisy
- Jacquemontia oaxacana (Meisn.) Hallier f.
- Jacquemontia obcordata (Millsp.) House
- Jacquemontia obtusata (Meisn.) Hallier
- Jacquemontia ochracea Sim.-Bianch. & Pirani
- Jacquemontia ovalifolia (Choisy) Hallier f.
- Jacquemontia ovata Owerin ex Regel
- Jacquemontia palmeri S. Watson
- Jacquemontia paniculata (Burm. f.) Hallier f.
- Jacquemontia paraguayensis Britton
- Jacquemontia parviflora Choisy
- Jacquemontia parvifolia Helwig
- Jacquemontia pauciflora Brandegee
- Jacquemontia pedunculata Rusby
- Jacquemontia pentanthos (Jacq.) G. Don
- Jacquemontia peruviana Helwig
- Jacquemontia pinetorum Standl. & Steyerm.
- Jacquemontia platycephala Donn. Sm.
- Jacquemontia polyantha (Schltdl. & Cham.) Hallier f.
- Jacquemontia pringlei A. Gray
- Jacquemontia prominens Helwig
- Jacquemontia prostrata Choisy
- Jacquemontia pycnocephala Benth.
- Jacquemontia reclinata House ex Small
- Jacquemontia revoluta Sim.-Bianch.
- Jacquemontia robertsoniana Buril & Sim.-Bianch.
- Jacquemontia rojasiana O'Donell
- Jacquemontia rojasii Hassl.
- Jacquemontia rondonii Hoehne
- Jacquemontia rozynskii Standl.
- Jacquemontia ruderaria (Kunth) Hallier f.
- Jacquemontia rufa Dammer
- Jacquemontia rufovelutina Meisn.
- Jacquemontia rusbyana Standl.
- Jacquemontia sandwicensis A. Gray
- Jacquemontia saxicola L.B. Sm.
- Jacquemontia secunda Choisy
- Jacquemontia secundiflora (Fernald) O'Donell
- Jacquemontia seemannii K.R. Robertson & D.F. Austin
- Jacquemontia selloi (Meisn.) Hallier f.
- Jacquemontia serpyllifolia (Kunth) Urb.
- Jacquemontia serrata (Choisy) Meisn.
- Jacquemontia simulata House
- Jacquemontia sinuata House
- Jacquemontia smithii B.L. Rob. & Greenm.
- Jacquemontia solanifolia (L.) Hallier f.
- Jacquemontia sphaerocephala Meisn.
- Jacquemontia sphaerostigma (Cav.) Rusby
- Jacquemontia spherocephala Meisn.
- Jacquemontia spiciflora (Choisy) Hallier f.
- Jacquemontia staplesii Buril
- Jacquemontia subsalina Britton
- Jacquemontia subsessilis Moric.
- Jacquemontia tamnifolia (L.) Griseb.
- Jacquemontia thomensis Henriq.
- Jacquemontia tuerckheimii Urb.
- Jacquemontia turneroides (Chodat & Hassl.) Hassl.
- Jacquemontia uleana Hallier
- Jacquemontia umbellata Bojer
- Jacquemontia unilateralis (Roem. & Schult.) O'Donell
- Jacquemontia velutina Choisy
- Jacquemontia verticillata (L.) Urb.
- Jacquemontia villosissima Ooststr.
- Jacquemontia violacea (Vahl) Choisy
- Jacquemontia viscidulosa Hoehne
- Jacquemontia warmingii O'Donell
- Jacquemontia weberbaueri Helwing
- Jacquemontia zollingeri Hallier f.